# Мария Доротея София Эттингенская
Мария Доротея София Эттинген-Эттингенская (нем. Maria Dorothea Sophia zu Oettingen-Oettingen; 29 декабря 1639, Эттинген — 29 июня 1698, Нюртинген) — вторая супруга герцога Эберхарда III Вюртембергского.

## Биография
Мария Доротея София — пятый ребёнок графа Иоахима Эрнста Эттинген-Эттингенского (1612—1659) из протестантской ветви Эттингенского дома и третий ребёнок его второй супруги графини Анны Доротеи Гогенлоэ-Нейенштейн-Глейхенской (1621—1643).
20 июля 1656 года в Ансбахе 16-летняя Мария Доротея София вышла замуж за герцога Эберхарда III, первая жена которого Анна Екатерина Доротея Сальм-Кирбургская скончалась 7 июня 1655 года.
После смерти мужа Мария Доротея София проживала во дворце Кирххайм, а после пожара в нём ей в качестве вдовьих владений был предоставлен Нюртингенский дворец.

## Потомки
В браке с Эберхардом III родились:
- Георг Фридрих (1657—1685), погиб
- сын (1659)
- Альбрехт Кристиан (1660—1663)
- Людвиг (1661—1698)
- Иоахим Эрнст (1662—1663)
- Филипп Зигмунд (1663—1669)
- Карл Фердинанд (1667—1668)
- Иоганн Фридрих (1669—1693), умер после дуэли
- София Шарлотта (1671—1717), замужем за герцогом Иоганном Георгом II Саксен-Эйзенахским (1665—1698)
- Эберхард (1672)
- Эмануэль Эберхард (1674—1675)

Все дети Марии Доротеи Софии и Эберхарда умерли бездетными.